# Yvonig Gicquel
Pour les articles homonymes, voir Gicquel.
Yvonig Gicquel, né Yvonnick Alexis Pierre Marie  Gicquel, (26 juin 1933, Josselin - 24 octobre 2008, Lorient,) est un militant breton, un historien et un économiste.

## Biographie
Yvonig Gicquel est diplômé de droit public et de science politique, après des études à l'université de Rennes puis à l'université de Paris. Étudiant à l'Institut d'études politiques de Paris, il dirige la section parisienne de la JEB (Jeunesse étudiante bretonne), puis rejoint le MOB (Mouvement pour l'organisation de la Bretagne). Ancien directeur de la chambre de commerce et d'industrie du Morbihan (jusqu'en 1993). Il est, durant les années 1980-90, secrétaire général du Centre des démocrates sociaux du Morbihan, composante de l'UDF. Président-fondateur du Cercle celtique de Josselin à la suite de celui créé par son père, il a assuré la présidence de la confédération culturelle Kendalc'h de 1973 à 1982. En 1976, il a négocié et rédigé le projet de charte culturelle bretonne annoncée par le président de la République Valéry Giscard d'Estaing à Ploërmel en février 1977. Il a par ailleurs participé à la liste Région-Europe de Jean-Edern Hallier en 1979, avec de nombreux militants bretons issus de l'équipe rédactionnelle de "La Nation bretonne".
Il est président de l’Institut culturel de Bretagne de 1998 jusqu'à son décès et conseiller municipal de Lorient UDF. Il fut président des éditions Coop Breizh de 1982 jusqu'en 2003. Historien, spécialiste de l'histoire bretonne, il est distingué de l'ordre de l'Hermine. La médiathèque de Josselin porte son nom.
Il a été membre, pendant vingt ans, du conseil d'administration du Festival interceltique de Lorient.
Sa tombe est visible dans le cimetière Sainte-Croix à Josselin.